# Katarzyna Juda-Rezler
Katarzyna Krystyna Juda-Rezler (ur. 23 listopada 1957, zm. 31 października 2023) – polska inżynier, profesor nauk technicznych. Specjalizowała się w inżynierii środowiska. Nauczycielka akademicka Wydziału Instalacji Budowlanych, Hydrotechniki i Inżynierii Środowiska Politechniki Warszawskiej.

## Życiorys
Absolwentka VI Liceum Ogólnokształcącego im. Tadeusza Reytana w Warszawie (1976) i harcerka 1 Warszawskiej Drużyny Harcerskiej im. Romualda Traugutta „Czarna Jedynka”. Studia z inżynierii środowiska ukończyła na Wydziale Inżynierii Sanitarnej i Wodnej Politechniki Warszawskiej w 1981 i na tym wydziale została zatrudniona, zdobywając kolejne awanse akademickie. Doktoryzowała się w 1986 na podstawie rozprawy pt. Trójwarstwowy model matematyczny rozprzestrzeniania się zanieczyszczeń powietrza na obszarach zurbanizowanych (na przykładzie Krakowa). Habilitowała się w 2004 na podstawie oceny dorobku naukowego i pracy Uniwersalna funkcja celu dla zintegrowanych modeli oceny wpływu zanieczyszczeń powietrza na środowisko. Tytuł profesora nauk technicznych został jej nadany w 2015. Zagraniczne staże naukowe odbyła w Norwegian Institute for Air Research (NILU) w norweskim Lillestrøm.
Pracowała jako profesor w Katedrze Ochrony i Kształtowania Środowiska Wydziału Instalacji Budowlanych, Hydrotechniki i Inżynierii Politechniki Warszawskiej. Pełniła funkcję kierownika Zespołu Ochrony Atmosfery PW, w ramach którego kontynuowała prace swego ojca, profesora Jana Judy, w zakresie ochrony atmosfery.
Prowadziła zajęcia m.in. z technologii oczyszczania gazów odlotowych, zagrożeń cywilizacyjnych i zrównoważonego rozwoju, zmian klimatu oraz ochrony powietrza. W pracy badawczej zajmowała się takimi zagadnieniami jak: „zanieczyszczenie i ochrona powietrza atmosferycznego oraz ochrona klimatu, ze szczególnym uwzględnieniem trójwymiarowego numerycznego modelowania jakości powietrza i klimatu, modelowania zintegrowanego w ochronie środowiska, modelowania receptorowego dla identyfikacji źródeł emisji pyłów atmosferycznych, oddziaływania zanieczyszczeń powietrza na zdrowie i środowisko oraz systemów oceny i zarządzania jakością powietrza”.
Była członkinią szeregu krajowych i międzynarodowych towarzystw naukowych i technicznych, m.in. European Association for the Science of Air Pollution (EURASAP, od 1985), Komitetu Inżynierii Środowiska PAN (od 2011, członkinią Prezydium w kadencji 2011–2015). Była członkinią Komitetu Badań nad Zagrożeniami przy Prezydium PAN (2007–2010), Komitetu Narodowego ds. Współpracy z Międzynarodowym Instytutem Stosowanej Analizy Systemowej (IIASA) (2007–2010), Komitetu „Człowiek i Środowisko” przy Prezydium PAN (1999–2007).  Zasiadała w radzie naukowej warszawskiego kwartalnika „Challenges of Modern Technology" (od 2010), w komitecie naukowym kwartalnika „Alergologia Polska, Polish Journal of Allergology” (Elsevier, od 2014), jest także redaktorem działowym kwartalnika „Archives of Environmental Protection” (De Gruyter Open, od 2016).
Autorka książki pt. Oddziaływanie zanieczyszczeń powietrza na środowisko (Oficyna Wydawnicza Politechniki Warszawskiej 2000, ISBN 83-7207-211-6). Redaktor naukowy monografii pt. Pyły drobne w atmosferze. Kompendium wiedzy o zanieczyszczeniu powietrza pyłem zawieszonym w Polsce (Biblioteka Monitoringu Środowiska 2016, ISBN 978-83-61227-73-1). Swoje prace publikowała m.in. w takich czasopismach jak: „Atmospheric Environment”, „Journal of Hazardous Materials”, „Climate Research”, „Environmental Modelling & Software”, „Regional Environmental Change”, „Environmental Science & Policy”, „Archives of Environmental Protection”, „Environment Protection Engineering” oraz „Polish Journal of Environmental Studies”.
Pochowana na cmentarzu Powązkowskim w Warszawie.

## Odznaczenia
- Srebrny Medal za Długoletnią Służbę (2013)
- Medal Komisji Edukacji Narodowej (2017)